# Arta iubirii
"Arta iubirii" ("Ars Amatoria") (1 î.Hr.), poem erotico-didactic în 3 cărți (două adresate bărbaților și una adresată femeilor), cuprinzând „învățăminte” privind arta seducției și a dragostei, aparținând poetului latin, exilat la Tomis, Publius Ovidius Naso. Capodoperă a literaturii erotice din antichitate și până astăzi, este o ilustrare a iubirii, esența eternă a relației dintre bărbat și femeie.     

## Structură

### Cartea întâi
Poetul ne prezintă știința iubirii, pe care a învățat-o din propria experiență. Începe cu  a ne împărtăși această artă cu sfaturile privitoare la locurile unde pot fi găsite tinerele femei și modurile de a le cuceri. Sunt pomenite locuri celebre în Roma: Porticul lui Pompei, Porticul Octaviei, templul zeiței Venus și al zeiței Isis și mai ales teatrul, iar ca metode de cucerire sugerează, scrisori, promisiuni de cadouri, declarații , jurăminte.

### Cartea a doua
În cartea a doua autorul învață cititorul cum se păstrează iubirea, după ce recunoaște că aceasta este greu de păstrat  deoarece zeul Amor are aripi. Bărbatul trebuie să se bazeze doar pe el însuși, acesta trebuie să folosească calitățile fizice trecătoare totuși   dar și cele pe cele sufletești și sociale  adică să manifeste o comportare politicoasă, delicată și plină de răbdare. Folosesc de asemenea dovezile fidelității absolute, micile atenții sau poemele în versuri sunt recomandate dacă femeia le apreciază. Găsim ce trebuie evitat pentru a nu se ajunge la ceartă și conflict.(64-97)

### Cartea a treia
Cartea a treia cuprinde sfaturi pentru femei, cum se pot face iubite, cum să profite de anii tinereții. Sfaturi consistente sunt pentru femeile care încep să își piardă frumusețea naturală, de ajutor acum sunt bijuteriile, coafura, corpul și fața îngrijite. Se vorbește despre cochetărie, zâmbet, veselie, abilitățile sociale cânt, dans , eleganță, conversație.(p.110-147)
Poetul teoretizează aventurile din viața proprie, pe care le regăsim și în lucrarea Amoruri. Opera nu are un caracter pedant ci unul glumeț și spiritual dar nu a fost bine primită de oficialii vremii.
Octavian August îl izgonește  la Tomis, în țara geților. Motivele continuă să-i preocupe și astăzi pe exegeții săi. Imoralitatea versurilor? Dragostea vinovată pentru o nepoată a împăratului? Poetul ajunge pe țărmul Mării Negre în anul 8 d. Ch. 

## Ediții
Publius Ovidius Naso, Arta iubirii ,traducere din limba franceză, note și schiță bio-bibliografică de Mihai Cimbru,  Deva , Editura Emia, 2002
Publius Ovidius Naso.,Arta iubirii, traducere și note  de Maria Valeria Petrescu, cu prefață și tabel cronologic de Grigore Tănase, București, Editura Minerva,1977
Publius Ovidius Naso Opere,  Chișinău : Gunivas, 2001  p.161-299

## Critică
"Ars amatoria Romana: Ovid on Love as a Cultural Construct." In The Art of Love: Bimillennial Essays on Ovid's Ars amatoria and Remedia amoris, ed. by R. Gibson, S. Green, and A. Sharrock. Oxford: Oxford University Press, 2006, pp. 235-251.
Nicolae Lascu, Ovidiu : omul și poetul, Cluj-Napoca , editura Dacia, 1971
Cronologia operelor erotice a lui Ovidiu  nu este foarte clară.  (bibliografie și note, p.146-151)